# Språkbanken Tal

Språkbanken Tals logotyp

Språkbanken Tal är en är en forskningsenhet vid KTH. Den inrättades 2018 som en av forskningsinfrastrukturen Nationella språkbankens tre avdelningar, med ett speciellt fokus på forskning om tal och talat språk. Enheten är en av KTH:s etablerade forskningsinfrastrukturer, med "en långsiktig plan för organisation, kvalitetsutveckling och finansiering samt hur de skapar nytta för samhället". Internationellt är Språkbanken Tal ett så kallat kunskapscenter, CLARIN SPEECH, inom den Europeiska foskningsinfrastrukturen CLARIN ERIC, och Sveriges nationella koordinator i European Language Grid.

## Historia
Språkbanken Tal är inrättad hos Tal, musik och hörsel (TMH) på KTH, som grundades på tidigt 1950-tal av en av fonetikens grundare, Gunnar Fant. Avdelningen har varit delaktig i en rad internationella och nationella forskningsprojekt, och sedan 2018 samlas dess infrastruktursatsningar i Språkbanken Tal, som genomgår en uppbyggnadsfas 2018-2022.